# Genezareth (Hallum)
Genezareth – wiatrak w miejscowości Hallum, w gminie Ferwerderadeel, w prowincji Fryzja, w Holandii. Młyn wzniesiono w 1850 r. w celu osuszania okolicznych polderów. Był on restaurowany w latach 1958, 1962 i 1980. Posiada on trzy piętra, przy czym powstał na jednopiętrowej bazie. Jego śmigła mają rozpiętość 15,92 m. Wiatrak służy głównie do pompowania wody za pomocą śruby Archimedesa.